# Convention sur l'imprescriptibilité des crimes de guerre et des crimes contre l'humanité
La Convention sur l'imprescriptibilité des crimes de guerre et des crimes contre l'humanité (en anglais : Convention on the non-applicability of statutory limitations to war crimes and crimes against humanity) est un traité international qui émane de l'Organisation des Nations unies par lequel les pays signataires s'engagent à rendre imprescriptibles les crimes de guerre et les crimes contre l'humanité tels que définis dans la charte de Nuremberg du 8 août 1945.

## Principe
Les États signataires s'engagent en outre à adopter toute mesure juridique requise pour permettre, selon les règles du droit international, l'extradition des personnes relevant de son Article II, qui énonce :
« Si l'un quelconque des crimes mentionnés à l'article premier est commis, les dispositions de la présente Convention s'appliqueront aux représentants de l'autorité de l’État et aux particuliers qui y participeraient en tant qu'auteurs ou en tant que complices, ou qui se rendraient coupables d'incitation directe à la perpétration de l'un quelconque de ces crimes, ou qui participeraient à une entente en vue de le commettre, quel que soit son degré d'exécution, ainsi qu'aux représentants de l'autorité de l’État qui toléreraient sa perpétration. »
L'application du concept d'imprescriptibilité des crimes contre l'humanité s'articule ainsi selon Vladimir Jankélévitch : « Lorsqu’un acte nie l’essence de l’homme en tant qu’homme, la prescription qui tendrait à l’absoudre au nom de la morale contredit elle-même la morale. N’est-il pas contradictoire d’invoquer le pardon ? Oublier ce crime gigantesque contre l’humanité serait un nouveau crime contre le genre humain ». Pierre Mertens ajoute la dimension droit international de cette imprescriptibilité : « On ne conçoit pas d’application de la ’loi de l’oubli’ pour des crimes qui ont été perpétrés contre la communauté des nations et l’humanité en tant que telles. Ces crimes sont imprescriptibles par nature. Si, pour des raisons techniques, ces crimes ne peuvent, dans l’état actuel de l’évolution du droit positif, n’être réprimés que sur le plan interne, ce doit être en conformité avec le droit international et en reconnaissant à celui-ci la primauté qui lui est due ».

## Entrée en vigueur
La convention, datée du 26 novembre 1968, est soumise à la signature du 16 décembre 1968 au 31 décembre 1969. Conformément à son article VIII, la convention est entrée en vigueur 90 jours après le dépôt du dixième instrument de ratification ou d'adhésion, soit le 11 novembre 1970,.

## Pays signataires
56 pays ont ratifié la convention. De nombreux États signalent en remarque qu'il est regrettable que la convention n'ait pas une portée plus universelle, les articles V et VII empêchant certains États de signer la Convention ou d'y adhérer et s'opposent ainsi au principe de l'égalité souveraine des États.

## Cour pénale internationale
Le Statut de Rome de la Cour pénale internationale, entré en vigueur après la signature du soixantième État, le 2 juillet 2002, comporte également en son article 29 une clause d'imprescriptibilité : « Les crimes relevant de la compétence de la Cour ne se prescrivent pas ».

## Autres dispositions légales
- En France, depuis la Loi n° 64-1326 du 26 décembre 1964, les crimes contre l'humanité sont imprescriptibles[6]. Le pôle crimes contre l’humanité, crimes et délits de guerre (ouvert en 2012) traque les personnes soupçonnées de ces crimes. Plus proactive que d'autres pays, la France enquête et juge les criminels présents sur son territoire, même si les faits imprescriptibles se sont déroulés dans un autre pays[7].
- En Belgique, Le Titre Ibis du code pénal belge, « Des violations graves du droit international », entré en vigueur le 7 août 2003, rend imprescriptibles les crimes relevant du droit international[8].
- En Espagne, code pénal espagnol, art. 131 § 4, imprescriptibilité des actes de génocide[3].
- La « Convention européenne sur l'imprescriptibilité des crimes contre l'humanité et des crimes de guerre » est régie par le traité n° 082 du 25 janvier 1974[9].